# Андре Мар
Андре Мар (фр. André Mare; 1885, Аржантан — 1932, Париж) — французький художник—кубіст, один із засновників художнього напряму ар деко на початку XX сторіччя.

## Життя та творчість

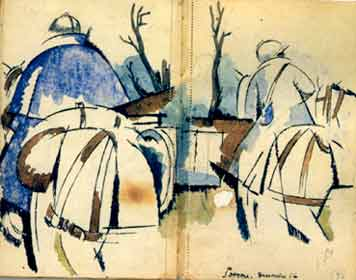
Андре Мар, 1917 рік

Андре Мар вивчав живопис у Школі декоративного мистецтва, яку закінчив 1904 року, та в Академії Жуліана. 1906 року він виставляє свої роботи в Салоні Незалежних та в Осінньому салоні, разом з такими молодими майстрами, як Роже де ла Френе, Моріс Маріно, Сегонзак та Марсель Дюшан. З 1910 Андре Мар захоплюється також дизайном інтер'єрів приміщень. 1912 року він разом зі своїми друзями-художниками Роже де ла Френе, Марі Лорансен і скульптором Раймоном Дюшан-Війоном на паризькому Осінньому салоні розгортає кубістську експозицію, чим викликає скандал.
З початком Першої світової війни А. Мар був призваний до армії і, як професійний художник, займався розробкою військового камуфляжу, різних видів маскування для артилерії — з використанням застосовуваної ним у живописі кубістської техніки. У 1914—1918 роках А. Мар писав свою книгу «Кубізм і камуфляж» (фр. Cubism et Camouflage).
Після закінчення війни, в 1919 художник, спільно з архітектором Луї Сюе, створює «Компанію французького мистецтва» (фр. la Compagnie des Arts Français). У повоєнні роки А. Мар у своїх творах часто звертається до пережитого на фронті. Серед подібних його робіт слід відзначити «Американські війська, що марширують через Тріумфальну арку» (1930) та «Похорон маршала Фоша» (1931).
У повоєнний час А.Мар, талановитий художник та дизайнер інтер'єру, працюючи в кооперації з Луї Сюе, був одним із визнаних лідерів напряму ар деко у мистецтві першої половини XX сторіччя. Бувчи відомим дизайнером, він на замовлення Моріса Равеля 1921 року створює костюми для його «іспанських балетів», поставлених в Паризькій опері. 1925 року А. Мар та Л. Сюе роблять внутрішнє оформлення для двох павільйонів Міжнародної виставки декоративного мистецтва, а також у паризькому Музеї сучасного мистецтва.
1926 року художник був нагороджений орденом Почесного легіону.